# Kansler Rolins madonna
Kansler Rolins madonna är en oljemålning av den flamländske konstnären Jan van Eyck. Den målades cirka 1435 och ingår sedan 1800 i samlingarna på Louvren i Paris. 
Kansler Rolins madonna skildrar den knäböjande Nicolas Rolin framför Madonnan med barnet. Jungfru Maria kröns med en krona av en ängel som svävar bakom henne. De befinner sig i en rikt utsmyckad loggia. Rummet avslutas med tre valvbågar genom vilka syns ett flodlandskap med en stad i dess främre del och höga berg i fjärran.   
Målningen beställdes av den burgundiske kanslern Nicolas Rolin för hans privata kapell i kyrkan Notre-Dame-du-Châtel i Autun. Kyrkan förstördes i en brand 1793 och tavlan förvarades några år i katedralen i Autun, innan den överfördes till Louvren år 1800. Rolin var en förmögen konstmecenat och beställde även altarskåpet Yttersta domen av Rogier van der Weyden där han porträtteras på en av de exteriöra panelerna. van der Weydens Den helige Lukas tecknar madonnan visar på tydliga influenser från Kansler Rolins madonna.